# Уильямс, Джейлен
Джейлен Уильямс (англ. Jalen Williams; род. 14 апреля 2001, Денвер) — американский профессиональный баскетболист, выступающий за клуб НБА «Оклахома-Сити Тандер». Играет на позиции лёгкого форварда и атакующего защитника.

## Профессиональная карьера

### Оклахома-Сити Тандер (2022–настоящее время)
Уильямс был выбран клубом «Оклахома-Сити Тандер» под 12-м номером на драфте НБА 2022 года. Уильямс стал первым игроком Университета Санта-Клара, выбранным на драфте после Стива Нэша в 1996 году. В настоящее время он является самым высоко задрафтованным выпускником Санта-Клары в современную эпоху и вторым в истории после Кена Сирса в 1955 году.

#### 2022–2023: сезон новичка
19 октября 2022 года Уильямс дебютировал в НБА, набрав 5 очков за 6 минут, прежде чем получил удар в глаз локтем от Джейдена Макдэниелса. Он завершил игру досрочно и позже перенёс операцию по поводу перелома правой орбитальной кости. Пропустив четыре игры, Уильямс время от времени выходил на поле в составе «Тандер», пока форвард Джеремайя Робинсон-Эрл не получил растяжение связок правой лодыжки, после этого Уильямс стал постоянным игроком стартового состава. В отсутствии Шея Гилджес-Александера, Уильямс набрал 27 очков и помог «Тандер» отыграться после 20-очкового дефицита во второй половине матча против «Сан-Антонио Спёрс» 30 ноября 2022 года. На следующий день он был назван новичком месяца НБА за октябрь/ноябрь, набирая в среднем 10,7 очков при 52,4% попаданий, 3,2 подбора и 2,6 передач. Он стал третьим новичком «Тандер», получившим награду «Новичок месяца» после Рассела Уэстбрука и Джоша Гидди. 31 января 2023 года Уильямс был включен в состав на Матч восходящих звёзд НБА 2023 года. В матче против «Юты Джаз» Уильямс набрал рекордные в карьере 32 очка при 12 из 15 бросках и помог добиться команде победы со счётом 129–119. Он стал третьим игроком «Тандер» после Кевина Дюранта и Рассела Уэстбрука, которые смогли провести три или более игр с не менее чем 25 очками, 5 подборами и 5 передачами за сезон в качестве новичка. Позже Уильямс второй раз был назван новичком месяца в НБА за март/апрель. В своем сезоне новичка Уильямс набирал в среднем 14,1 очков при 52% попаданий и занял второе место в голосовании за награду Новичка года НБА с 75 голосами за второе место и 16 голосами за третье место. Позже Уильямс был включен в первую сборную новичков НБА, став вторым игроком «Тандер», попавшим в 1-ю сборную, и пятым игроком «Тандер» в целом, попавшим в любую сборную новичков (без учёта «Сиэтл Суперсоникс»).

#### 2023–2024: второй сезон
27 декабря 2023 года Уильямс набрал рекордные в карьере 36 очков в победной игре со счётом 129–120 над «Нью-Йорк Никс». 23 января 2024 года Уильямс набрал 19 очков и совершил победный бросок в победной игре со счётом 111–109 над «Портленд Трэйл Блэйзерс».

#### 2024—2025: Первый выбор на матч всех звезд, в сборные по итогам сезона и чемпионство
30 января 2025 года Уильямс был выбран в качестве запасного на матч всех звезд НБА 2025 года, что стало его первым выбором. 2 марта Уильямс набрал 41 очко, шесть подборов и шесть передач в победе над «Сан-Антонио Сперс» со счетом 146:132. По окончании сезона Уильямс был включен в третью сборную НБА, что стало его первым выбором в сборную в карьере. Он также был включен во вторую сборную защиты, что стало первым выбором в его карьере.
Уильямс подвергся критике за свою атакующую игру во время полуфинала Западной конференции против «Денвер Наггетс». За исключением игры 2, в которой он набрал 17 очков и семь передач в разгромной победе со счетом 149:106, и игры 3, когда он набрал 32 очка, что стало лучшим результатом в команде в проигранном в овертайме матче со счетом 104:113, Уильямс в общей сложности забросил 24% с игры и 21% из-за трехочковой линии с 1 по 6 игры. Он подвергся особой критике за свою игру в шестой игре, в которой он набрал всего шесть очков, реализовав 3 из 16 бросков в проигрыше со счетом 107:119. Однако он реабилитировался в 7 игре, набрав 24 очка в победе со счетом 125:93 над «Наггетс», и «Тандер» вышли в финал Западной конференции. 26 мая в четвертой игре финала Западной конференции Уильямс набрал рекордные для себя 34 очка, что помогло «Тандер» одержать победу со счетом 128:126 над «Миннесота Тимбервулвз» и выйти вперед в серии со счетом 3:1. После того, как «Тандер» выиграли серию в пяти играх, они впервые с 2012 года вышли в финал НБА, что стало первым выходом Уильямса в финал в его карьере.
В пятой игре финала НБА 2025 года против «Индианы Пэйсерс» Уильямс установил новый карьерный рекорд в плей-офф, 40 очков в победе со счетом 120:109, что дало «Тандер» преимущество 3:2 в серии. Он стал третьим самым молодым игроком, набравшим не менее 40 очков в игре финальной серии, уступив только Мэджику Джонсону и Расселу Уэстбруку. Уильямс также набирал не менее 25 очков и сделал пять подборов в трех подряд играх финала НБА, став первым игроком моложе 25 лет, достигшим такой серии после Шакила О'Нила в 1995 году. «Оклахома-Сити» выиграла серию со счетом 4:3, а Уильямс набрал 20 очков, сделал четыре подбора, четыре передачи и два перехвата в решающей седьмой игре.

## Карьера в сборной
В рамках подготовки к чемпионату мира по баскетболу 2023 года Уильямс был выбран во вторую сборную США вместе с товарищем по команде «Оклахома-Сити Тандер» Четом Холмгреном.

## Личная жизнь
Уильямс родился в Денвере, штат Колорадо, но переехал в Аризону, когда ему было 7 лет. Его родители — Рональд и Николь Уильямс — оба были военнослужащими ВВС США. Его младший брат, Коди Уильямс, был выбран под десятым номером на драфте НБА 2024 года, играет за «Юту Джаз».

## Статистика

### Статистика в НБА
| Сезон                                                                                    | Команда       | Регулярный сезон | Регулярный сезон | Регулярный сезон | Регулярный сезон | Регулярный сезон | Регулярный сезон | Регулярный сезон | Регулярный сезон | Регулярный сезон | Регулярный сезон | Регулярный сезон | Серия плей-офф | Серия плей-офф | Серия плей-офф | Серия плей-офф | Серия плей-офф | Серия плей-офф | Серия плей-офф | Серия плей-офф | Серия плей-офф | Серия плей-офф | Серия плей-офф |
| Сезон                                                                                    | Команда       | GP               | GS               | MPG              | FG%              | 3P%              | FT%              | RPG              | APG              | SPG              | BPG              | PPG              | GP             | GS             | MPG            | FG%            | 3P%            | FT%            | RPG            | APG            | SPG            | BPG            | PPG            |
| ---------------------------------------------------------------------------------------- | ------------- | ---------------- | ---------------- | ---------------- | ---------------- | ---------------- | ---------------- | ---------------- | ---------------- | ---------------- | ---------------- | ---------------- | -------------- | -------------- | -------------- | -------------- | -------------- | -------------- | -------------- | -------------- | -------------- | -------------- | -------------- |
| 2022/23                                                                                  | Оклахома-Сити | 75               | 62               | 30,3             | 52,1             | 35,6             | 81,2             | 4,5              | 3,3              | 1,4              | 0,5              | 14,1             | Не участвовал  | Не участвовал  | Не участвовал  | Не участвовал  | Не участвовал  | Не участвовал  | Не участвовал  | Не участвовал  | Не участвовал  | Не участвовал  | Не участвовал  |
| 2023/24                                                                                  | Оклахома-Сити | 71               | 71               | 31,3             | 54,0             | 42,7             | 81,4             | 4,0              | 4,5              | 1,1              | 0,6              | 19,1             | 10             | 10             | 37,7           | 46,9           | 38,5           | 81,5           | 6,8            | 5,4            | 1,7            | 0,5            | 18,7           |
|                                                                                          | Всего         | 146              | 133              | 30,8             | 53,2             | 39,5             | 81,3             | 4,2              | 3,9              | 1,3              | 0,5              | 16,5             | 10             | 10             | 37,7           | 46,9           | 38,5           | 81,5           | 6,8            | 5,4            | 1,7            | 0,5            | 18,7           |
| Наведите курсор мыши на аббревиатуры в заголовке таблицы, чтобы прочесть их расшифровку. |               |                  |                  |                  |                  |                  |                  |                  |                  |                  |                  |                  |                |                |                |                |                |                |                |                |                |                |                |

### Статистика в NCAA
| Сезон | Команда     | Conf  | Class | GP | GS | MPG  | FG%  | 3P%  | FT%  | RPG | APG | SPG | BPG | PPG  |
| --- | ----------- | ----- | ----- | -- | -- | ---- | ---- | ---- | ---- | --- | --- | --- | --- | ---- |
| 2019/20 | Санта-Клара | WCC   | FR    | 33 | 22 | 25,5 | 43,6 | 35,2 | 76,3 | 2,8 | 1,9 | 1,3 | 0,5 | 7,7  |
| 2020/21 | Санта-Клара | WCC   | SO    | 18 | 17 | 31,6 | 39,9 | 27,4 | 75,7 | 4,1 | 2,3 | 1,2 | 0,6 | 11,5 |
| 2021/22 | Санта-Клара | WCC   | JR    | 33 | 33 | 34,8 | 51,3 | 39,6 | 80,9 | 4,4 | 4,2 | 1,2 | 0,5 | 18,0 |
| Всего | Всего       | Всего | Всего | 84 | 72 | 30,5 | 46,9 | 35,2 | 78,5 | 3,7 | 2,9 | 1,2 | 0,5 | 12,6 |
| Наведите курсор мыши на аббревиатуры в заголовке таблицы, чтобы прочесть их расшифровку Статистика приведена с сайта sports-reference.com |             |       |       |    |    |      |      |      |      |     |     |     |     |      |